# Chorisoserrata sagittaria
Chorisoserrata sagittaria är en kackerlacksart som först beskrevs av Hanitsch 1927.  Chorisoserrata sagittaria ingår i släktet Chorisoserrata och familjen småkackerlackor.
Artens utbredningsområde är Vietnam. Inga underarter finns listade i Catalogue of Life.